# Cardamine victoris
Cardamine victoris är en korsblommig växtart som beskrevs av Nikolaj Adolfovitj Busj. Cardamine victoris ingår i släktet bräsmor, och familjen korsblommiga växter. Inga underarter finns listade i Catalogue of Life.